# Günther Zöllner
Günther Zöllner (* 23. Juni 1925) war ein deutscher Fußballspieler, der von 1950 bis 1952 in der DDR-Oberliga, der höchsten Liga im DDR-Fußball, aktiv war.

## Sportliche Laufbahn
Als die Betriebssportgemeinschaft (BSG) Sachsenverlag Dresden 1950/51 ihre erste Saison in der DDR-Oberliga absolvierte, gehörte auch der 25-jährige Günther Zöllner zum Spieleraufgebot. Er hatte jedoch nicht die Qualitäten eines Stammspielers und kam nur in vier Oberligaspielen zum Einsatz. Er bestritt zwar als Mittelstürmer das erste Oberligaspiel, kam danach aber nur noch am 9., 30. und 34. Spieltag zum Einsatz. Obwohl stets als Stürmer aufgeboten, gelang ihm bei seinen vier Oberligaspielen kein Tor. In der Saison 1951/52, die Dresdner nannten sich nun BSG Rotation, bestritt Zöllner nur noch ein Spiel in der Oberliga. Am 30. Spieltag, acht Runden vor dem Saisonende, wurde er als rechter Verteidiger aufgeboten. Anschließend verschwand er aus dem landesweiten Fußballgeschehen.